# مقایسه اسمبلرها
آنچه در ادامه می‌آید فهرستی از اسمبلرها است؛ اسمبلر برنامه‌ای کامپیوتری است که کد منبع زبان اسمبلی را به کد دودویی ترجمه می‌کنند.

## اسمبلرهای چندمنظوره
- گنو اسمبلر (GAS) تحت پروانه عمومی همگانی گنو: بسیاری از مجموعه دستورالعمل‌های هدف شامل معماری آرم، ریزکنترل‌گر ای‌وی‌آر، معماری ایکس۸۶، فری‌اسکیل ۶۸اچ‌سی۱۱، فری‌اسکیل کلدفایر، ام۶۸کا، تی‌آی ام‌اس‌پی۴۳۰، زد۸۰، پاورپی‌سی، سیستم زد آی‌بی‌ام

- ASxxxx Cross Assembler (بخشی از پروژه Small Device C Compiler) تحت پروانه عمومی همگانی گنو: چندین مجموعه دستورالعمل هدف شامل اینتل ام‌سی‌اس-۵۱، زد۸۰، فری‌اسکیل ۶۸اچ‌سی۰۸ و ریزپردازنده پی‌آی‌سی.

- Vasm اسمبلر قابل حمل و بازهدف‌پذیر: مجموعه دستورالعمل‌های هدف شامل خانواده ۶۸۰۰۰ موتورولا، کلدفایر، پاورپی‌سی، سی۱۶ایکس/اس‌تی۱۰، ۶۵۰۲ و زد۸۰.

- Amsterdam Compiler Kit بسیاری از معماری‌های دهۀ ۱۹۸۰ را هدف قرار می‌دهد، شامل ام‌اواس تکنولوژی ۶۵۰۲, موتورلا ۶۸۰۰، خانواده ۶۸۰۰۰ موتورولا، معماری آرم، معماری ایکس۸۶، زد۸۰ و زیلوگ زد۸۰۰۰.

## اسمبلرهای تک منظوره

### اسمبلرهای ۶۵۰۲
| اسمبلر                                             | پروانه نرم‌افزار  | مجموعه دستورالعمل                                              | پلتفرم میزبان                 |
| -------------------------------------------------- | ---------------- | -------------------------------------------------------------- | ----------------------------- |
| 64tass                                             | عمومی همگانی گنو | ام‌اواس تکنولوژی ۶۵۰۲، دبلیو دی‌سی ۶۵سی۰۲، دبلیودی‌سی ۶۵۸۱۶/۶۵۸۰۲ | گوناگون                       |
| ACME                                               | عمومی همگانی گنو | ام‌اواس تکنولوژی ۶۵۰۲، دبلیو دی‌سی ۶۵سی۰۲، دبلیودی‌سی ۶۵۸۱۶/۶۵۸۰۲ | گوناگون                       |
| ASM6                                               | مالکیت عمومی     | ام‌اواس تکنولوژی ۶۵۰۲                                           | گوناگون                       |
| ATASM                                              | عمومی همگانی گنو | ام‌اواس تکنولوژی ۶۵۰۲                                           | گوناگون                       |
| Atari Assembler Editor                             | مالکیتی          | ام‌اواس تکنولوژی ۶۵۰۲                                           | خانواده ۸-بیت آتاری           |
| C64List                                            | مالکیتی          | ام‌اواس تکنولوژی ۶۵۰۲                                           | کمودور ۶۴                     |
| CA65                                               | عمومی همگانی گنو | ام‌اواس تکنولوژی ۶۵۰۲، دبلیودی‌سی ۶۵سی۰۲، دبلیودی‌سی ۶۵۸۱۶/۶۵۸۰۲  | گوناگون                       |
| dasm بایگانی‌شده در ۱۵ مه ۲۰۱۲ توسط Wayback Machine | عمومی همگانی گنو | ام‌اواس تکنولوژی ۶۵۰۲ و بقیه                                    | گوناگون                       |
| dreamass                                           | عمومی همگانی گنو | ام‌اواس تکنولوژی ۶۵۰۲، دبلیودی‌سی ۶۵۸۱۶/۶۵۸۰۲                    | گوناگون                       |
| French Silk                                        | مالکیتی          | ام‌اواس تکنولوژی ۶۵۰۲                                           | کمودور ۶۴                     |
| Kick Assembler                                     | مالکیتی          | ام‌اواس تکنولوژی ۶۵۰۲                                           | گوناگون                       |
| Lisa                                               | مالکیتی          | ام‌اواس تکنولوژی ۶۵۰۲                                           | اپل II                        |
| MAC/۶۵                                             | مالکیتی          | ام‌اواس تکنولوژی ۶۵۰۲                                           | خانواده ۸-بیت آتاری           |
| Merlin                                             | مالکیتی          | ام‌اواس تکنولوژی ۶۵۰۲، دبلیودی‌سی ۶۵سی۰۲، دبلیودی‌سی ۶۵۸۱۶/۶۵۸۰۲  | اپل II، کمودور ۶۴، کمودور ۱۲۸ |
| WLA DX                                             | عمومی همگانی گنو | ام‌اواس تکنولوژی ۶۵۰۲ و بقیه                                    | گوناگون                       |
| XA65                                               | عمومی همگانی گنو | ام‌اواس تکنولوژی ۶۵۰۲ و بقیه                                    | گوناگون                       |
| XASM                                               | مالکیت عمومی     | ام‌اواس تکنولوژی ۶۵۰۲                                           | گوناگون                       |

### اسمبلرهای ۶۸۰x۰
| اسمبلر                     | پروانه نرم‌افزار | مجموعه دستورالعمل      | پلتفرم میزبان     |
| -------------------------- | --------------- | ---------------------- | ----------------- |
| A68K                       | رایگان          | خانواده ۶۸۰۰۰ موتورولا | آمیگا             |
| ASM-One Macro Assembler    | رایگان          | خانواده ۶۸۰۰۰ موتورولا | آمیگا             |
| Digital Research Assembler | مالکیتی         | خانواده ۶۸۰۰۰ موتورولا | آتاری اس‌تی        |
| Fantasm                    | مالکیتی         | خانواده ۶۸۰۰۰ موتورولا | مکینتاش           |
| GFA-Assembler              | مالکیتی         | خانواده ۶۸۰۰۰ موتورولا | آتاری اس‌تی        |
| GST Macro Assembler        | مالکیتی         | خانواده ۶۸۰۰۰ موتورولا | آتاری اس‌تی        |
| HiSoft DevPac Assembler    | مالکیتی         | خانواده ۶۸۰۰۰ موتورولا | آمیگا، آتاری اس‌تی |
| Mac Assembler              | مالکیتی         | خانواده ۶۸۰۰۰ موتورولا | مکینتاش           |
| MaxonASM                   | مالکیتی         | خانواده ۶۸۰۰۰ موتورولا | آمیگا             |
| Metacomco Macro Assembler  | مالکیتی         | خانواده ۶۸۰۰۰ موتورولا | آمیگا، آتاری اس‌تی |
| MPW Assembler              | مالکیتی         | خانواده ۶۸۰۰۰ موتورولا | مکینتاش           |
| OMA                        | مالکیتی         | خانواده ۶۸۰۰۰ موتورولا | آمیگا             |
| PhxAss                     | رایگان          | خانواده ۶۸۰۰۰ موتورولا | آمیگا             |
| Seka Assembler             | مالکیتی         | خانواده ۶۸۰۰۰ موتورولا | آمیگا، آتاری اس‌تی |

### معماری آرم
| اسمبلر               | پروانه نرم‌افزار | مجموعه دستورالعمل | پلتفرم میزبان       |
| -------------------- | --------------- | ----------------- | ------------------- |
| Archimedes Assembler | مالکیتی         | آرم               | آکورن آریشمدس       |
| ARM, inc. armasm     | مالکیتی         | آرم               | لینوکس و ویندوز     |
| FASMARM              | رایگان          | آرم               | گوناگون             |
| IAR ARM Assembler    | مالکیتی         | آرم               | ویندوز              |
| Microsoft armasm     | مالکیتی         | آرم               | ویژوال استودیو ۲۰۰۵ |

### اسمبلرهای آی‌بی‌ام مین‌فریم
| اسمبلر             | پروانه نرم‌افزار | مجموعه دستورالعمل | پلتفرم میزبان     |
| ------------------ | --------------- | ----------------- | ----------------- |
| BAL                | رایگان          | آی‌بی‌ام سیستم/۳۶۰  | آی‌بی‌ام بی‌پی‌اس/۳۶۰ |
| Dignus Systems/ASM | مالکیتی         | زد/معماری         | متعدد             |
| HLASM              | مالکیتی         | زد/معماری         | زد/معماری         |
| IBM Assembler XF   | مالکیتی         | آی‌بی‌ام سیستم/۳۷۰  | آی‌بی‌ام سیستم/۳۷۰  |
| PL360              | رایگان          | آی‌بی‌ام سیستم/۳۶۰  | آی‌بی‌ام سیستم/۳۶۰  |

### اسمبلرهای معماری پاور
| اسمبلر              | پروانه نرم‌افزار | مجموعه دستورالعمل | پلتفرم میزبان    |
| ------------------- | --------------- | ----------------- | ---------------- |
| IBM AIX assembler   | مالکیتی         | معماری پاور       | آی‌بی‌ام ای‌آی‌ایکس  |
| MPW Power Assembler | مالکیتی         | پاورپی‌سی          | اپل پاور مکینتاش |
| Power Fantasm       | مالکیتی         | پاورپی‌سی          | اپل پاور مکینتاش |
| StormPowerASM       | مالکیتی         | پاورپی‌سی          | پاورپی‌سی آمیگا   |

### اسمبلرهای ایکس۸۶
| اسمبلر                  | سیستم‌عامل                              | متن‌باز | پروانه نرم‌افزار               | ایکس۸۶-۶۴          | توسعۀ فعال  |
| ----------------------- | -------------------------------------- | ------ | ----------------------------- | ------------------ | ----------- |
| A86/A386                | ویندوز، داس                            | نه     | مالکیتی                       | نه                 | نه          |
| ACK                     | لینوکس، مینیکس، شبه یونیکس             | آری    | بی‌اس‌دی از ۲۰۰۳                | نه                 | ۱۹۸۵-؟      |
| Arrowsoft Assembler     | داس                                    | نه     | مالکیت عمومی                  | نه                 | نه          |
| IBM ALP                 | اواس/۲                                 | نه     | مالکیتی                       | نه                 | نه          |
| AT&T                    | یونیکس سیستم ۵                         | نه     | مالکیتی                       | نه                 | ۱۹۸۵-?      |
| Bruce D. Evans' as86    | مینیکس ۱٫x، بخش ۱۶-بیت لینوکس          | آری    | پروانه عمومی همگانی گنو       | نه                 | ۱۹۸۸-۲۰۰۱   |
| Digital Research ASM86  | سی‌پی/ام-۸۶، داس، آی‌اس‌آی‌اس اینتل        | نه     | مالکیتی                       | نه                 | ۱۹۷۸-۱۹۹۲   |
| DevelSoftware Assembler | ویندوز، لینوکس، شبه یونیکس             | نه     | رایگان                        | فهرست شده، ناموجود | نه          |
| FASM                    | ویندوز، داس، لینوکس، شبه یونیکس        | آری    | بی‌اس‌دی با کپی‌لفت              | آری                | آری         |
| GAS                     | شبه یونیکس، ویندوز، داس، اواس/۲        | آری    | جی‌پی‌ال                        | آری                | قبل از ۱۹۸۷ |
| GoAsm                   | ویندوز                                 | نه     | رایگان                        | آری                | آری         |
| HLA                     | ویندوز، لینوکس، فری‌بی‌اس‌دی، اواس ده     | آری    | مالکیت عمومی                  | نه                 | آری         |
| JWASM                   | ویندوز، داس، لینوکس، فری‌بی‌اس‌دی، اواس/۲ | آری    | پروانه عمومی واتکوم اپن سیبیس | آری                | آری         |
| LZASM                   | ویندوز، داس                            | نه     | رایگان                        | نه                 | نه          |
| MASM                    | ویندوز، داس، اواس/۲                    | نه     | مایکروسافت ئی‌یوال‌ای           | آری                | از ۱۹۸۱     |
| Mical a86               | یونیکس، داس، پی‌سی/آی‌ایکس               | آری    | ؟                             | نه                 | ۱۹۸۲-۱۹۸۴   |
| NASM                    | ویندوز، لینوکس، اواس ده، داس، اواس/۲   | آری    | بی‌اس‌دی                        | آری                | آری         |
| Tim Paterson's ASM      | داس-۸۶، داس دیباگ                      | نه     | مالکیتی                       | نه                 | ۱۹۷۹-۱۹۸۳   |
| POASM                   | ویندوز، ویندوز موبایل                  | نه     | رایگان                        | آری                | آری         |
| RosAsm                  | ویندوز                                 | آری    | پروانه عمومی همگانی گنو       | نه                 | نه          |
| SLR's OPTASM            | داس                                    | نه     | مالکیتی                       | نه                 | نه          |
| TASM                    | ویندوز، داس                            | نه     | مالکیتی                       | نه                 | ؟           |
| WASM                    | ویندوز، داس، اواس/۲                    | آری    | پروانه عمومی واتکوم اپن سیبیس | نه                 | ؟           |
| TCCASM                  | شبه یونیکس، ویندوز                     | آری    | ال‌جی‌پی‌ال                      | آری                | آری         |
| Xenix                   | زنیکس ۲٫۳ و ۳٫۰ (قبل از ۱۹۸۵)          | نه     | مالکیتی                       | نه                 | ۱۹۸۲-۱۹۸۴   |
| Yasm                    | ویندوز، داس، لینوکس، شبه یونیکس        | آری    | بی‌اس‌دی                        | آری                | آری         |

1. ^  بخشی از منبع مینیکس ۳ است، اما فعالیت آشکاری در توسعه آن به چشم نمی‌خورد. تاریخچۀ کدهای منبع موجود است.
2. ^  توسط اینتراکتیو در سال ۱۹۸۶، زمانیکه آن‌ها سیستم پنجم را به معماری‌های اینتل آی‌ای‌پی‌ایکس۲۸۶ و ۸۰۳۸۶ منتقل کردند، توسعه یافت. معماری‌گون سینتکس ای‌تی‌تی چون به عنوان منبعی برای GAS استفاده شده بود. هنوز هم در محصولات گروه اس‌سی‌او، یونیکس‌ور و اپن‌سرور استفاده می‌شود.
3. ^  وب‌گاه رسمی آن دیگر فعال به نظر نمی‌رسد. همچنین به عنوان بخشی از پورت‌های فری‌بی‌اس‌دی، در بی‌سی‌سی-۱۹۹۵٫۰۳٫۱۲ پیشنهاد شده است.
4. ^  فعال است و پشتیبانی می‌شود ولی برای آن تبلیغ نمی‌گردد.
5. ^  در ۱۹۸۲ توسط مؤسسه فناوری ماساچوست به عنوان یک اسمبلر چند سکویی توسعه یافت؛ این اسمبلر در ۱۹۹۳ توسط اینتراکتیو تحت قرارداد آی‌بی‌ام برای توسعۀ پی‌سی/آی‌ایکس انتخاب شد. از سینتکس آن بعدها به عنوان مبنای ACK assembler در مینیکس ۱٫x استفاده شد.
6. ^  نسخۀ بایگانی شدۀ پروژه RosAsm.
7. ^  بخشی از ابزارهای زنجیره‌ای سی++بیلدر است اما به عنوان یک محصول مستقل فروخته نشد یا از زمان عرضه محصول جانبی CodeGear به فروش رسید; بورلند از آن موقع به فروش آن پرداخت. آخرین نسخۀ آن یعنی ۵٫۰ مورخ ۱۹۹۶ است.
8. ^  توربو اسمبلر توسط Uriah Barnett از مؤسسه Speedware واقع در ساکرامنتو، کانادا بین سال‌های ۱۹۸۴ تا ۱۹۸۷ با عنوان «Turbo Editasm» توسعه یافت. این محصول بعداً به بورلند فروخته شد تا با عنوان توربو اسمبلر عرضه شود.

### اسمبلرهای دیگر معماری‌ها
| اسمبلر                                   | پروانه نرم‌افزار              | مجموعه دستورالعمل                                                    | پلتفرم میزبان                       |
| ---------------------------------------- | ---------------------------- | -------------------------------------------------------------------- | ----------------------------------- |
| ALM (زبان اسمبلی برای مولتیکس)           | پروانه ام‌آی‌تی                | جی‌ئی-۶۴۵ هانیول ۶۱۸۰                                                 | جی‌ئی-۶۴۵ هانیول ۶۱۸۰                |
| Babbage                                  | مالکیتی                      | مجموعه ۴۰۰۰ جی‌ئی‌سی                                                   | مجموعه ۴۰۰۰ جی‌ئی‌سی                  |
| COMPASS                                  | مالکیتی                      | سی‌دی‌سی مین‌فریم                                                       | سی‌دی‌سی مین‌فریم                      |
| MACRO-10                                 | رایگان                       | پی‌دی‌پی-۱۰                                                            | پی‌دی‌پی-۱۰                           |
| MACRO-11                                 | ناشناخته                     | پی‌دی‌پی-۱۱                                                            | پی‌دی‌پی-۱۱                           |
| MACRO-32                                 | ناشناخته                     | وی‌ای‌ایکس                                                             | وی‌ای‌ایکس                            |
| PASMO                                    | جی‌پی‌ال                       | زد۸۰                                                                 | متعدد                               |
| MRS                                      | جی‌پی‌ال                       | زد۸۰، ۸۰۸۰                                                           | اسپکتروم، پی‌ام‌دی-۸۵                 |
| ASEM-51                                  | رایگان                       | ۸۰۵۱                                                                 | سامانه نهفته                        |
| GPASM                                    | جی‌پی‌ال                       | ریزکنترل‌گر پی‌آی‌سی                                                    | متعدد                               |
| ID3E                                     | رایگان برای استفادۀ دانشگاهی | اس‌سی۱۲۳                                                              | شبیه‌ساز اس‌سی۱۲۳                     |
| MIPS                                     | رایگان                       | معماری ام‌آی‌پی‌اس                                                      | معماری ام‌آی‌پی‌اس                     |
| SOAP (Symbolic Optimal Assembly Program) | مالکیتی                      | آی‌بی‌ام ۶۵۰                                                           | آی‌بی‌ام ۶۵۰                          |
| MPW IIgs Assembler                       | مالکیتی                      | دبلیودی ۶۵سی۸۱۶                                                      | اپل آی‌آی‌جی‌اس                        |
| MetaSymbol                               | رایگان                       | اس‌دی‌اس/ایکس‌دی‌اس سیگما سیستم                                          | اس‌دی‌اس/ایکس‌دی‌اس سیگما سیستم         |
| Autocoder                                | رایگان                       | آی‌بی‌ام آی‌بی‌ام ۷۰۰/۷۰۰۰ ۷۰۵، ۱۴xx، ۱۴۱۰، ۷۰۱۰، ۷۰۷۰، ۷۰۷۲، ۷۰۷۴، ۷۰۸۰ | گوناگون                             |
| FAP (برنامه اسمبلی فورترن)               | رایگان                       | آی‌بی‌ام ۷۰۹، ۷۰۴x، ۷۰۹x                                               | گوناگون                             |
| MAP (برنامه ماکرو اسمبلی)                | رایگان                       | آی‌بی‌ام ۷۰۹، ۷۰۴x، ۷۰۹x                                               | گوناگون                             |
| SPS (Symbolic Programming System)        | رایگان                       | آی‌بی‌ام ۱۴xx، ۱۶۲۰، ۱۷۱۰                                              | آی‌بی‌ام ۱۴۰۱، ۱۴۴۰، ۱۴۶۰، ۱۶۲۰، ۱۷۱۰ |

1. ^  در واقع COMPASS یک خانواده از اسمبلرهای ماشین‌های متمایز است.
2. ^  در واقع AUTOCODER یک خانواده از اسمبلرهای ماشین‌های متمایز است.
3. ^  در واقع SPS یک خانواده از اسمبلرهای ماشین‌های متمایز است.